# Callao
|  | Denne artikel omhandler byen. For regionen, hvori byen ligger, se Callao (region) |
Callao er en forstad til Lima og hovedstadens havneby, byen har ca. 600.000 indbyggere og er en del af Lima Metro-området med ca 8-9 millioner indbyggere.
Callao har en af Perus største havne, som er meget trafikeret.
12°03′08″S 77°08′21″V / 12.0522°S 77.1392°V